# Eddie Asselberghs

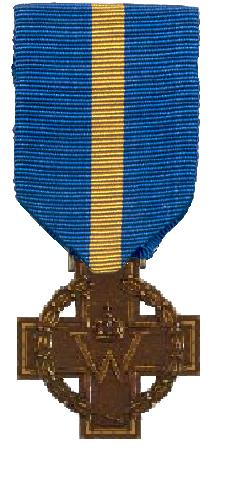
Kruis van Verdienste

Edgar (Eddie) Asselberghs (Essen, 9 januari 1925 - Aalst-Waalre, 10 november 2005) was een Engelandvaarder.

## Jeugd
Eddie groeide op in Utrecht, waar zijn vader Henri Asselberghs directeur van het Nederlands Spoorwegmuseum was. Hij had twee broers en twee zusters. Hun moeder kwam uit Antwerpen. Haar ouders waren tijdens de Eerste Wereldoorlog met de kinderen naar Nederland gevlucht.

## De Engelandvaart

### Eerste poging
In 1942 vertrok zijn broer Erik via Spanje naar Engeland, maar niemand wist nog of hij in Engeland was aangekomen. In 1943 besloten Eddie en zijn oudere broer Victor ook een poging te wagen. De eerste reis eindigde in Zuid-Frankrijk. Ze hadden de trein van Parijs naar Toulouse genomen en waren in Châteauroux uitgestapt. Ze hadden een contactadres opgekregen van een Nederlandse priester in Mouhers. Daar kregen ze te horen dat verder reizen door het bezet gebied zonder goede contactadressen te gevaarlijk was, en dat ze beter voorbereid moesten zijn. Zij keerden terug naar Nederland.

### Tweede poging
Na een kort verblijf bij hun ouders vertrokken Eddie en Victor weer, ditmaal met twee goede contactadressen en een warme winterjas. Het eerste contact was een Lazaristenklooster in Parijs, waar ze enkele dagen onderdak vonden. Daarna namen ze weer de trein van Parijs naar Toulouse. Hun tweede contactadres hadden ze van Piet Boogaard, oprichter van uitgeverij Het Spectrum, gekregen: de naam van een karmeliet, père Drême, en de naam van een dorpje, Mauléon. Deze priester bracht hun in contact met twee passeurs die een groep van 25 mensen over de Pyreneeën zou brengen. Na een zware tocht werd zoals verwacht in Spanje de hele groep door de Guardia Civil gevangengenomen en naar Benasque gebracht. Na enkele dagen werden ze met een bus naar een voormalig klooster van de kapucijnen in Barbastro gebracht, waar de groep kaalgeschoren werd. Daar kwamen de broers in contact met veel andere gevangenen, maar vooral met een Engelse wing-commander, die hun wat Spaans leert.
Op een dag werden de zes gevangenen jonger dan 20 jaar vrijgelaten, waaronder Eddie maar niet Victor, die al 22 was. Victor werd enkele dagen later naar een kamp in Zaragoza overgeplaatst. Eddie en de andere vijf mannen namen de stoptrein naar Madrid om zich bij het Rode Kruis of het consulaat te melden. Van het consulaat kreeg Eddie nieuwe kleren en een adres waar zijn oude kleren gereinigd en ontluisd konden worden. Verder moest hij wachten op een paspoort en een visum om zijn reis te vervolgen, en dat duurde lang. Ondertussen mocht hij de stad niet verlaten. Hij wandelde door de straten bezocht het Prado, de voedsel- en de rommelmarkten. Toen hij hoorde dat Victor in Zaragoza zat, stuurde hij hem voedselpakketten, maar later hoorde hij dat die niet aankwamen.
Pas maanden later ontmoetten de broers elkaar weer in Madrid en in januari 1944 kregen ze hun visa. In Lissabon worden ze begroet door mensen van het consulaat, broeder Erik bleek net afgereisd te zijn. Ze worden daar ingelijfd bij de Koninklijke Landmacht. Een week later gaan ze aan boord van de Manchester Port van de Britse koopvaardij. In konvooi werd er langs Gibraltar en de Ierse kust naar Liverpool gevaren, waar de passagiers aan wal gingen.

#### Engeland
Direct na aankomst werden ze afgeleverd bij de Patriotic School, waar ze dagenlang verhoord werden. Ze vroegen naar nieuws over Erik, maar daar werd geen antwoord op gegeven. Later bleek dat de Engelsen Erik niet vertrouwden en in de gevangenis in Chelsea hadden opgesloten. Nadat hij ontsnapte en weer opgepakt werd, werd hij verbannen naar het eiland Man. Later werd hij alsnog in de landmacht opgenomen en kreeg hij het Kruis van Verdienste voor zijn Engelandvaart.
De Nederlandse inlichtingendienst gaf de broers vrij waarop ze onmiddellijk werden ingedeeld bij de Prinses Irene Brigade. Victor werd chauffeur bij een verkenningseenheid, Eddie werd infanterist. Via Radio Oranje een boodschap doorgegeven: de boomgaarden staan in bloei, zodat men in Nederland wist dat ze veilig waren aangekomen.
Na enige weken werden ze overgeplaatst naar Wolverhampton, de basis van de Irene Brigade. Het infanteriepeloton was een heterogeen gezelschap, waarvan Eddie bijna de jongste was. In het voorjaar begonnen de geruchten over een grote geallieerde operatie. D-Day werd gezien als het begin van het einde van de Tweede Wereldoorlog. Eddie en Victor en enkele anderen werden bij de koningin uitgenodigd en kregen het Kruis van Verdienste. Daarna was er een tea-party. Op de oorkonde stond 6 juni.

## Van Arromanches naar Den Haag
Eind juli werd bekendgemaakt dat de Irene Brigade met het Engelse invasieleger naar Normandië zou vertrekken. De broers hebben al maanden geen contact meer. Eddie ging met zijn peloton naar Zuid-Engeland voor de laatste voorbereidingen. Op 6 augustus werden ze op landingsboten ingeladen en een dag later landden ze bij Arromanches. Vandaar trokken ze door Frankrijk en België met als einddoel Den Haag. Onderweg trokken ze langs afschuwelijke taferelen van oorlogsresten, maar ook door Brussel en Leuven waar ze toegejuicht werden. Bij Diest raakten ze in gevecht met Duitse troepen en vielen er doden aan beide kanten. Eind september trok Eddie met de zijnen Nederland binnen. Tussen Grave (plaats) en Cuyk betrokken ze een stelling bij een brug over de Maas. Tijdens een wandeling in Grave kwam hij een jeep tegen met onder meer generaal Montgomery en de Engelse koning. Later trokken ze door naar een stelling in Oirschot en vandaar dopt naar Hilvarenbeek. Het was inmiddels eind oktober. In november trok Eddie naar Zeeland. Voor het eerst eten ze weer aardappelen. Daarna gingen ze naar Veere. Ze werden ingekwartierd in een van de Schotse Huizen. Daar kreeg hij per briefkaart het bericht dat er iets met Victor was gebeurd. Hij had bij Brussel een auto-ongeluk gehad en was met enkele gebroken wervels naar Engeland gevlogen. Na Veere volgen enkele dagen in Vrouwenpolder en daar hoorde Eddie dat zijn broer Erik ook bij de Irene Brigade zat. Hij was infanterist en lag op dat moment in de omgeving van Oranjezon.
Op Walcheren bleef het die winter rustig, behalve dat het land voor een groot deel onder water stond, en de gebroken wervels van Victor genazen goed. In februari werd hij genezen verklaard en teruggestuurd naar Wolverhampton, waar hij John Osten ontmoette, die aan de overkant van het Albertkanaal door een kogel was geraakt en net uit het hospitaal van Bristol was ontslagen.
In april trok Eddie naar Hedel waar ze een bruggenhoofd moesten maken aan de overkant van de rivier. Er werd veel gevochten. Op 4 mei kwam het bericht van de capitulatie. Daarna pas zag hij Erik weer. Ze gingen naar Wageningen, waar wapens, voertuigen en schoenen gepoetst werden voor de intocht, eerst door Utrecht, waar de broers hoopten hun  ouders te zien, en vandaar door naar de regeringsstad waar de brigade door burgemeester De Monchy werden ontvangen. Een dag later waren de broers bij hun ouders in Utrecht, waar ook de broers elkaar voor het eerst weer zagen.

## Na de oorlog
Pas na de zomer werden de broers gedemobiliseerd. Eddie ging medicijnen studeren aan de Rijksuniversiteit Utrecht en werd arts, Victor ging psychologie studeren. Erik ging naar Engeland  waar zijn echtgenote en zoontje waren. Hij kon de oorlogsherinneringen niet loslaten.
In 1949 ontving hij het Kruis van Verdienste uit handen van Prins Bernhard.
Edgar Asselberghs beschreef zijn Engelandvaart in "Tussen Licht en Donker 1943-45" (Uitgeverij Van Gruting, 1997), ISBN 978-90-75879-02-5. Prins Bernhard schreef een voorwoord.